# Vinca difformis
Pervenche difforme, Pervenche intermédiaire
Espèce
Vinca difformis, la Pervenche difforme ou Pervenche intermédiaire, est une espèce de plantes à fleurs de la famille des Apocynaceae, endémique de l'ouest de la région méditerranéenne.

## Description

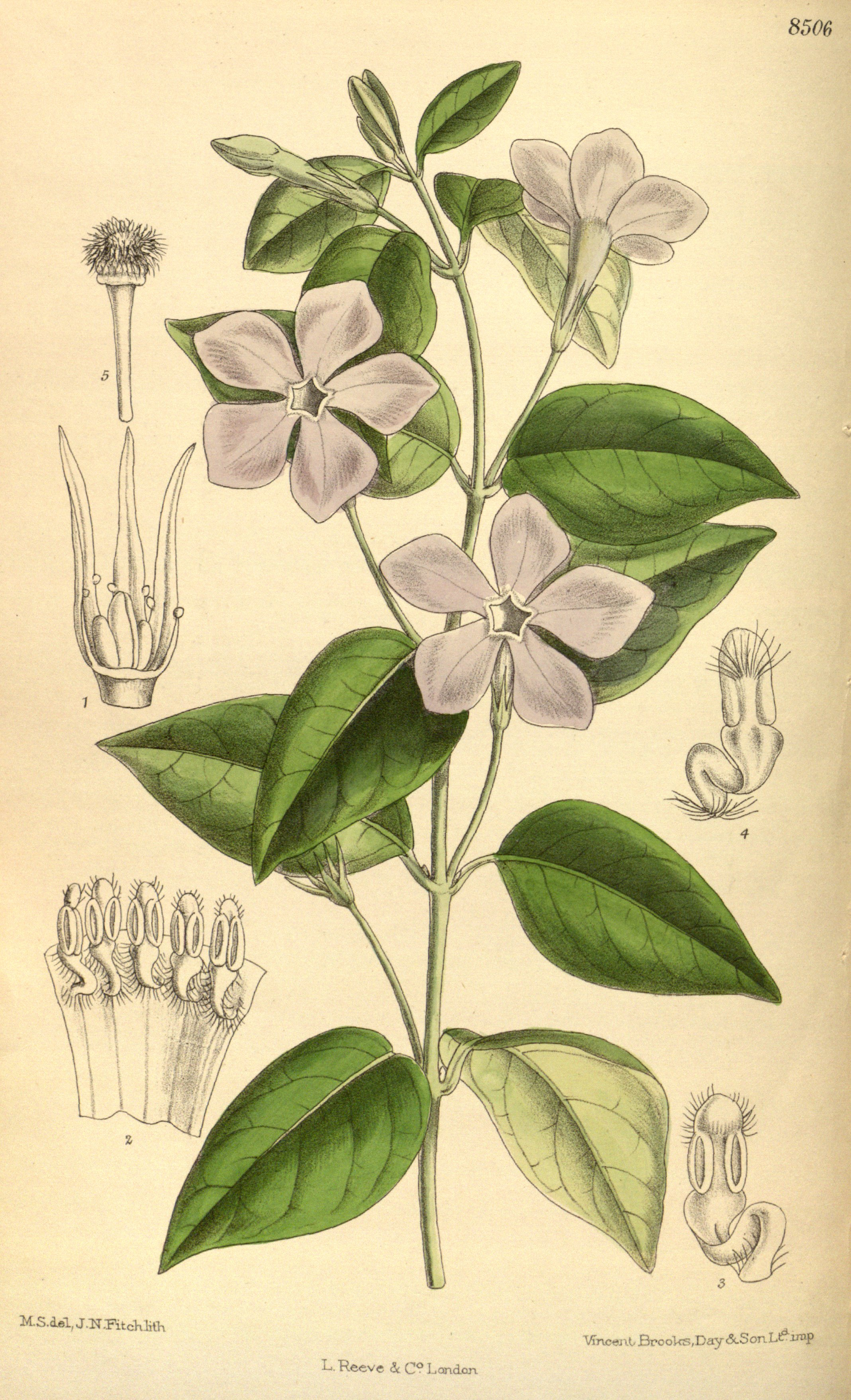
Illustration botanique tirée du Curtis's Botanical Magazine.

### Racines
Au microscope, la racine, comme chez Vinca minor et V. major, a un diamètre réduit (de 1 à 2 mm) et présente, sous l'assise pilifère, un très petit nombre d'assises de parenchyme cortical, composé de cellules régulières à parois épaisses et d'un endoderme assez net. La zone libérienne forme un anneau continu, sans différentiation de « cônes », avec à l'extérieur des cellules assez grandes, en file radiale, et écrasée contre le bois, une
assise de cellules très petites. La zone centrale du bois n'est pas lignifiée.

### Tiges
Les tiges, rhizomateuses ou dressées, ont un contour arrondi, un épiderme glabre ou quelques assises de suber, avec, visibles au microscope, de grosses cellules arrondies sous-épidermiques. Le parenchyme cortical est un peu collenchymateux, il existe quelques fibres péricycliques peu colorables ; le pachyte(parenchyme libéro-ligneux) est continu ; le liber comporte de gros tubes criblés, le bois, des vaisseaux très petits dans un parenchyme entièrement lignifié. Il y a quelques îlots de tissu criblé périmédullaire ; la moelle est partiellement résorbée. Les laticifères sont difficilement visibles, situés au voisinage des fibres péricycliques et dans le liber.

### Feuilles
Les feuilles sont glabres, persistantes. La nervure comporte toujours un seul arc-libéro-ligneux présentant à la périphérie quelques fibres peu colorables, et à l'intérieur des îlots de tissu criblé. Le bois des feuilles comprend quelques assises de cellules en file radiale. Dans le limbe foliaire, deux assises de tissu palissadique surmontent un tissu peu lacuneux. Il existe, de place en place, de grosses cellules sous-épidermiques. Les stomates comportent deux cellules annexes parallèles à l'ostiole.

### Fleurs

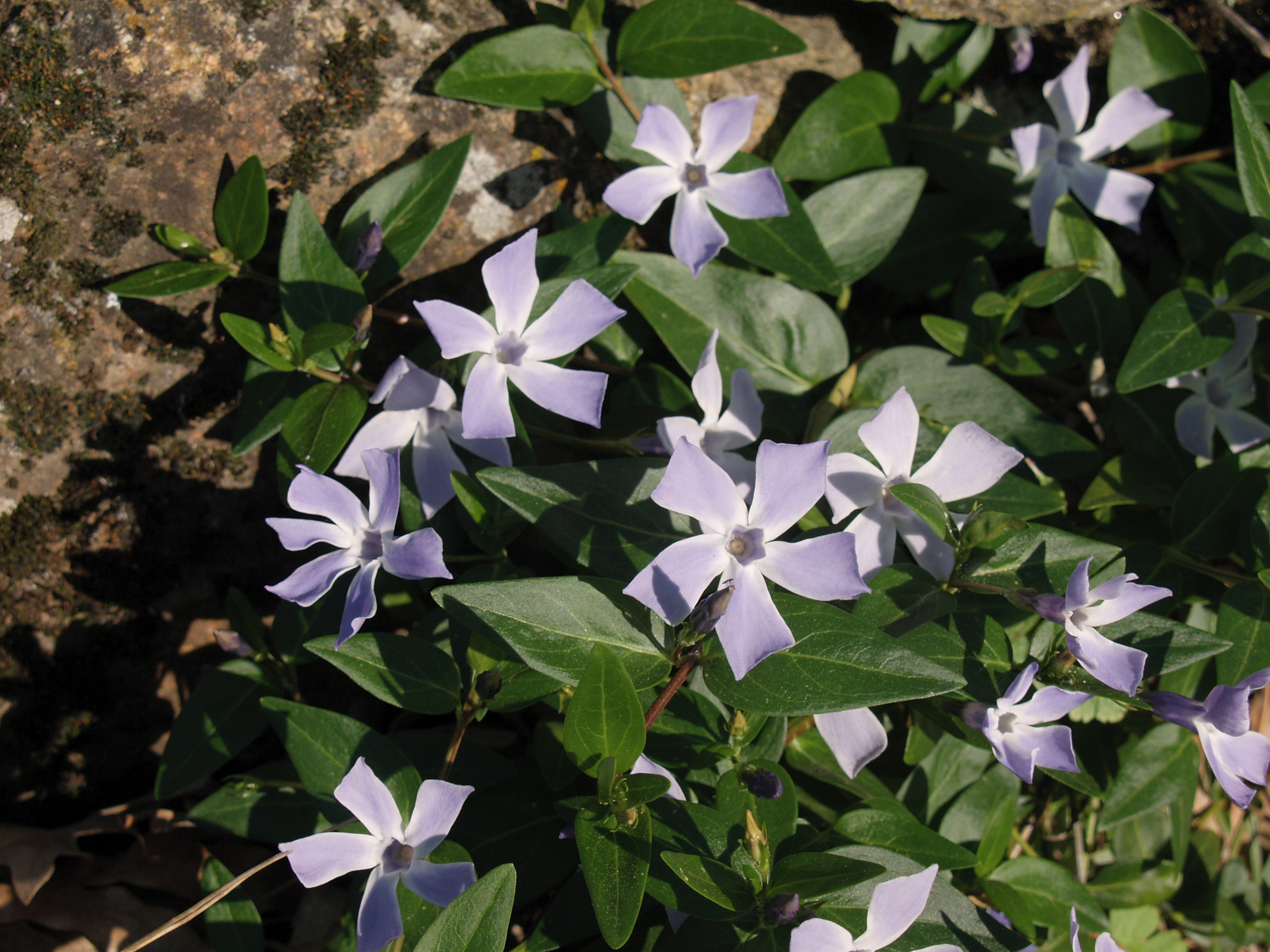
Fleurs.

Les fleurs comprennent cinq, parfois six pétales. Vinca difformis est aisée à différencier des deux autres espèces de Vinca présentes en France métropolitaine, Vinca major et Vinca minor, grâce à la couleur de la corolle d'un bleu pâle à blanc, alors que les deux autres portent des fleurs d'un bleu plus soutenu. Vinca difformis présente de plus des dents de calice linéaires et glabres. Sa floraison abondante, qui peut commencer dès le mois de janvier, attire de nombreux insectes pollinisateurs.

## Répartition
C'est une espèce endémique de l'ouest de la région méditerranéenne, présente en Algérie, aux Açores, aux Baléares, en Corse, en France métropolitaine, en Italie (dont la Sardaigne mais pas la Sicile), au Maroc, en Tunisie et sur la Péninsule ibérique.

## Habitat et écologie

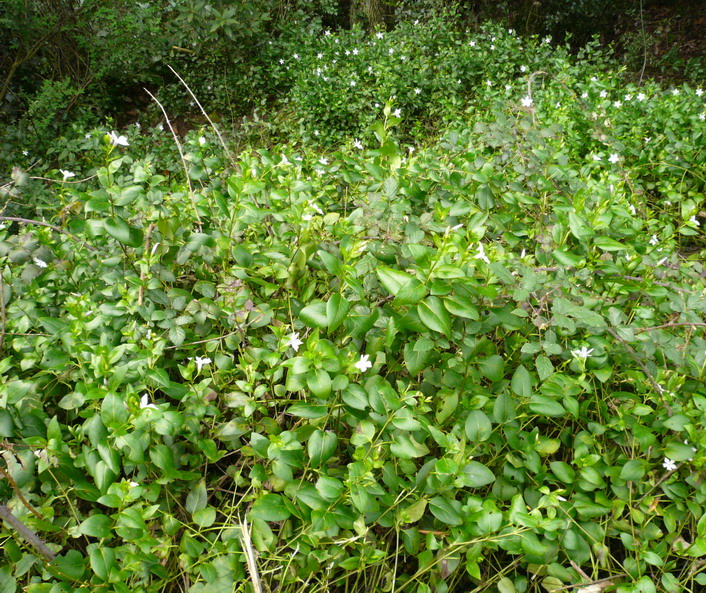
Massif de Pervenches difformes.

Elle pousse dans les sous-bois des forêts méditerranéennes. C'est une espèce indicatrice des chênaies pubescentes méditerranéennes à Laurier-sauce. Sur un terrain lui convenant, avec une bonne exposition, la Pervenche difforme se développe vigoureusement en de grands massifs qui laissent peu de place aux autres petites plantes.

## Systématique
Ce taxon porte en français les noms vernaculaires ou normalisés « Pervenche difforme » et « Pervenche intermédiaire »,,.
L'espèce est décrite en 1788 par le botaniste français Pierre André Pourret, qui la classe dans le genre Vinca sous le basionyme Vinca difformis. Ce taxon est un temps considéré comme une sous-espèce de Vinca major, sous le nom trinominal Vinca major subsp. difformis. Le nom correct est cependant Vinca difformis.

### Synonymes
Vinca difformis a pour synonymes :
- Vinca acutiflora Bertol., 1836[4]
- Vinca major subsp. difformis (Pourr.) M.Laínz[3]
- Vinca media Hoffmanns. & Link, 1820[4]
- Vinca minor subsp. media (Hoffmanns. & Link) Bonnier & Layens, 1894[4]

### Sous-espèces et formes
Il existe deux sous-espèces et trois formes décrites selon GBIF (7 mai 2022) :
- Vinca difformis subsp. difformis
- Vinca difformis subsp. sardoa Stearn
- Vinca difformis f. alba Atzei & V.Picci, 1975
- Vinca difformis f. difformis
- Vinca difformis f. variegato-flore Atzei & V.Picci, 1975

La sous-espèce sardoa pourrait être considérée comme une espèce à part entière, sous le nom Vinca sardoa, car les deux taxons sont très différents en alcaloïdes.

## Composants chimiques
Les parties aériennes contiennent des alcaloïdes, des glycosides, des stéroïdes, des composés phénoliques et des huiles volatiles. Une étude de 2015 montre que l'extrait de Vinca difformis a été efficace comme antioxydant pour réduire la toxicité de la cyclophosphamide. Ainsi, les résultats suggèrent que les parties aériennes contiennent certains principes actifs qui peuvent posséder une activité anti-cancéreuse significative.